# Ca n'Alió
Ca n'Alió o Casa Solsona és una casa de Riber, al municipi de Torrefeta i Florejacs (Segarra), inclosa a l'Inventari del Patrimoni Arquitectònic de Catalunya.

## Descripció
Casa senyorial de tres pisos amb golfes. A la façana est, hi ha dues entrades a distint nivell. La del nivell superior, és rectangular contornejada per carreus. La inferior a la part esquerra, amb arc rebaixat adovellat. A sobre té una finestra amb ampit. A la dreta hi ha una arcada que forma part de l'habitatge, que comunica la Plaça Santa Anna, amb el carrer que baixa de dalt. A la part de dalt de l'arcada, hi ha un petit cos, on es veu una finestra a cada costat. A sobre de l'entrada rectangular, hi ha un balcó amb barana de forja, a sobre d'aquest, hi ha una finestra amb ampit. A la part esquerra de la façana, al darrer pis, hi ha dues grans obertures amb arc de mig punt adovellat que dona a una petita terrassa interior.

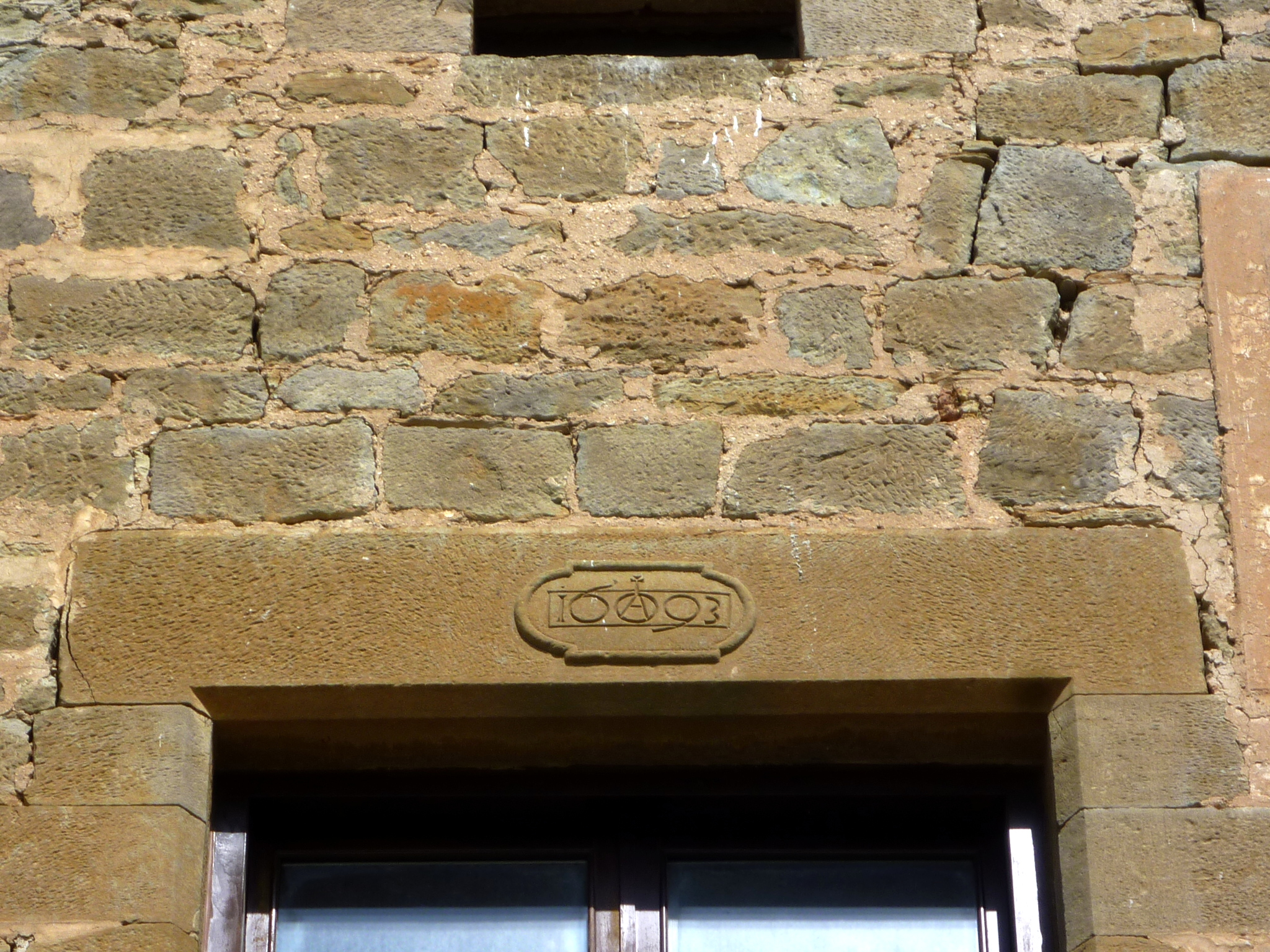
Llinda del balcó amb data

A la façana sud, es troba un mur que rodeja la façana. A la planta baixa de la façana hi ha una porta de fusta, al pis següent hi ha quatre petites finestres rectangulars. A la planta següent, hi ha tres finestres rectangulars i tres balcons de forja emmarcats per carreus. A la planta següent, hi ha tres finestres rectangulars, al centre, dos balcons de forja, sostinguts per mènsules. En la llinda del balcó de l'esquerra, hi ha la data de 1603. A la dreta de la façana hi ha una gran obertura de mig punt que dona a la terrasseta interior esmentada abans. Més a l'esquerra, en un trencant que fa la façana, a la tercera planta, hi ha un balcó suportat per mènsules que té dues entrades, una encarada al nord, quadrangular, i una altra encarada a l'oest de mig punt. Més a l'esquerra hi ha dues finestres.
La façana oest està adossada a altres edificis. A la façana nord, hi ha set finestres amb reixa a la segona planta, just a sobre hi ha dues finestres tapiades. A la darrera planta hi ha set finestres.
Pica d'aigua que es troba a l'entrada de la casa. És d'una sola peça, de pedra picada i forma rectangular. Fa 1,5 m de llargada per 0,5 m d'amplada. Presenta dues potes tornejades que suporten la pedra sobre rústegues bases. El sortidor, renovat recentment, té forma de rostre esculpit grollerament.